# Heliophanus paulus
Heliophanus paulus là một loài nhện trong họ Salticidae.
Loài này thuộc chi Heliophanus. Heliophanus paulus được Wanda Wesołowska miêu tả năm 1986.